# Аппель, Иосиф-Франц
Иосиф-Франц Аппель (нем. Joseph Franz Appel, 18 мая 1767, Вена — 4 (или 5) декабря 1834, Вена) — австрийский нумизмат.
Получив в наследство от отца часть его коллекции (Иосиф-Франц получил монеты, а его брат Франц — медали), со временем значительно её расширил. С 1787 года состоял на государственной службе. Пользовался высоким авторитетом не только как обладатель значительной коллекции, но и благодаря навыкам проверки монет на подлинность и умению читать надписи на средневековых монетах.